# Joe Wright

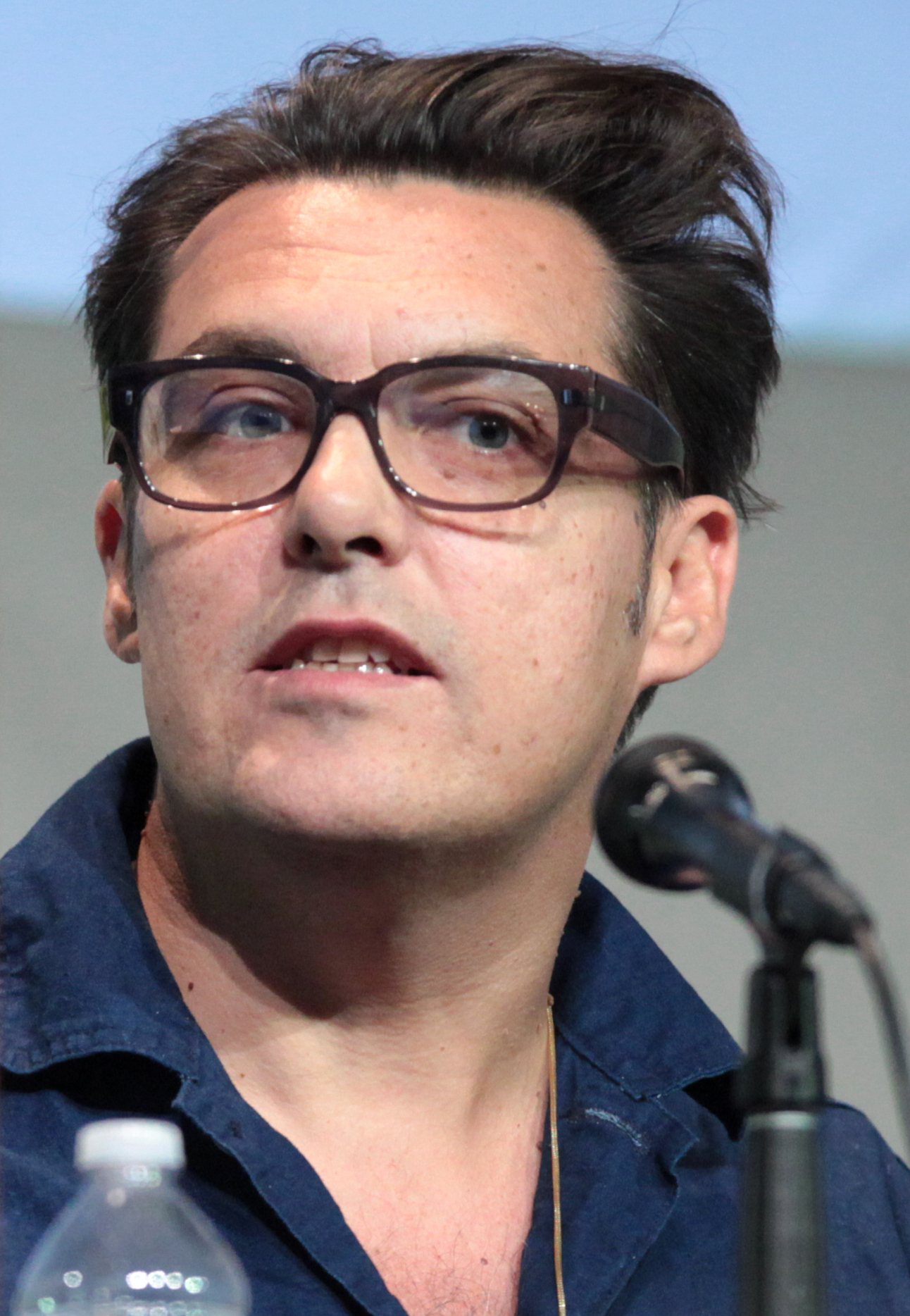
Joe Wright auf der Comic-Con (2015)

Joe Wright (* 1972 in London) ist ein britischer Filmregisseur.

## Leben

### Ausbildung und erste Kurzfilme
Joe Wrights Vater war bei der Geburt seines Sohnes bereits 65 Jahre alt. Seine Eltern gründeten beide das Islington’s Little Angel Theater, ein Puppentheater, welches Wright bereits in jungen Jahren an das Theater heranführte. In seiner Jugend litt er unter Dyslexie und verließ die Schule ohne ein General Certificate of Education (GCE), wodurch ihm zunächst eine akademische Ausbildung verwehrt blieb. Nach der Teilnahme an Workshops an der Anna Scher Theatre School wurde Wright für einen RCA-Film gecastet. Durch Zeichnungen und Super-8-Filme wurde er von der Camberwell School of Arts angenommen, wo er 1991 seinen ersten Kurzfilm Whatever Happened to Walthamstow Marshes realisierte. Im selben Jahr gelang Wright der Sprung an die Central Saint Martins College of Art and Design, der berühmten Hochschule für Kunst und Design im Zentrum von London. Hier studierte er bis 1994 die Fächer Bildende Kunst, Film und Video. Im Jahr 1993 erhielt er ein Stipendium von Fujifilm, wodurch er seinen Kurzfilm The Middle Ground inszenieren konnte. Für die Dreharbeiten hielt Wright u. a. einen Theaterkurs an der Islington Green School ab, wo er die Darsteller für seinen Kurzfilm entdeckte und auch teilweise gedreht wurde.
Seinen ersten Erfolg als Regisseur feierte Wright im Jahr 1997, als er den neunminütigen Kurzfilm Crocodile Snap inszenierte, der auf einem Drehbuch von James Greville basiert. Für die Geschichte um eine Frau (gespielt von Claire Rushbrook) die versucht, ihren gewalttätigen Ehemann zu verlassen, gesehen aus der Perspektive ihrer jungen Tochter, erhielt er gemeinsam mit Greville 1998 eine Nominierung für den British Academy Film Award (BAFTA Award), den wichtigsten britischen Filmpreis, und Crocodile Snap wurde später von der BBC im Fernsehen ausgestrahlt. 1998 entstand der elfminütige Kurzfilm The End, der im britischen Fernsehen von Channel 4 gezeigt wurde. Zwei Jahre später führte Wright, der ein großer Fan des sozialrealistischen Regisseurs Alan Clarke (1935–1990) ist, Regie bei der Fernsehserie Nature Boy, in der der Jugendliche David (gespielt von Lee Ingleby), eher der Natur zugeneigt als der Welt der Menschen, sich auf die Suche nach seinem Vater macht. Die Fernsehserie wurde von der Kritik gelobt und 2001 als beste dramatische Fernsehserie für den BAFTA Award nominiert.

### Kinodebüt und Erfolge im Kostümfilm
Nach der schwarzhumorigen Fernsehserie Bodily Farm (2002) in der Timothy Spall die Hauptrolle bekleidete, gelang Wright 2003 der Durchbruch im britischen Fernsehen mit Charles II: The Power & the Passion mit Rufus Sewell in der Titelrolle. Der Vierteiler, eine Chronik des englischen Königs Karl II., der sich wegen des englischen Bürgerkriegs ins Exil flüchtet und nach Oliver Cromwells Tod triumphal seine Rückkehr auf den englischen Thron feiert, wurde 2005 mit drei BAFTA Awards ausgezeichnet, darunter die Trophäe für die Beste dramatische Fernsehserie des Jahres. Den bisherigen Höhepunkt als Regisseur feierte Wright jedoch mit seinem Kinodebüt Stolz und Vorurteil im Jahr 2005. Die aufwendige Verfilmung von Jane Austens gleichnamigen Roman mit Keira Knightley in der Hauptrolle wurde von der internationalen Kritik gelobt und als „Wunder an Geschmack in Ausstattung und Kulisse, an Geschick bei der Besetzung der Rollen, an erzählerischer Ökonomie“ verstanden. Stolz und Vorurteil, Wrights erster Film mit einem Happyend, erhielt im Jahr 2006 vier Oscar-Nominierungen, sowie sechs Nominierungen für den BAFTA Award, darunter als Beste britische Produktion des Jahres. Wright wurde bei den BAFTAs als „vielversprechendste Neuentdeckung“ ausgezeichnet und erhielt den Preis der Londoner Filmkritikervereinigung als bester Regisseur des Jahres sowie den Preis der Filmkritikervereinigung von Boston als bester neuer Filmemacher.
Im Januar 2006 verkündeten Medienberichte, dass Wrights zweiter Kinofilm eine Neuverfilmung von George Cukors Das Haus der Lady Alquist sein würde. Als ausführende Produzentin für das Filmstudio Warner Bros. wurde Paula Weinstein (Das Schwiegermonster) angegeben, während der Drehbuchautor Abi Morgan das Filmskript verfassen sollte. Das Projekt zerschlug sich jedoch und Wright verfilmte 2007 mit Abbitte einen Roman des Briten Ian McEwan. Erzählt wird die Geschichte eines 13-jährigen schriftstellerisch begabten Mädchens (gespielt von Saoirse Ronan), das im England um 1935 eine Situation falsch deutet und damit sowohl ihr Leben als auch das ihrer älteren Schwester und deren Geliebten zerstört. Bei der Besetzung der Rollen vertraute der Regisseur wieder auf die Stolz und Vorurteil-Darstellerinnen Keira Knightley und Brenda Blethyn, die von James McAvoy, Saoirse Ronan, Romola Garai und Vanessa Redgrave unterstützt wurden. Abbitte feierte seine Premiere am 29. August 2007 als Eröffnungsfilm der 64. Filmfestspiele von Venedig, wo er auch im Wettbewerb um den Goldenen Löwen, den Hauptpreis des Filmfestivals, vertreten war. Der Film blieb zwar unprämiert, zog aber ein positives Echo nach sich. So lobte etwa die Neue Zürcher Zeitung Abbitte als großen Wurf und Wright für die Arbeit mit seinen Darstellern, mit denen er jeweils individuell zu proben pflegt. Die wenigen negativen Stimmen prangerten den Film als „Protzige Kinokonfektionsware“ und die verschachtelte Erzählstruktur an, der Monate später den Golden Globe Award als bestes Filmdrama und den BAFTA Award gewann, bei der Oscarverleihung 2008 aber nur die Trophäe für die beste Filmmusik erhielt.
Nach den Erfolgen im britischen Kino folgte 2009 mit Der Solist Wrights Debüt in Hollywood, mit dem er jedoch nicht an die vorangegangenen Erfolge anknüpfen konnte. Das Drama ist eine Filmbiografie über den an Schizophrenie erkrankten US-amerikanischen Cello- und Violinenvirtuosen Nathaniel Ayers (gespielt von Jamie Foxx). In weiteren Rollen waren Robert Downey Jr. und Catherine Keener zu sehen.
Von März bis Anfang Juni 2010 drehte Wright das Actiondrama Wer ist Hanna? mit Abbitte-Darstellerin Saoirse Ronan als Titelheldin sowie Cate Blanchett und Eric Bana in Nebenrollen. Danach widmete er sich der Verfilmung von Lew Tolstois Roman Anna Karenina. In der Titelrolle war Abbitte-Darstellerin Keira Knightley zu sehen, während die männlichen Hauptrollen von Jude Law und Aaron Johnson übernommen wurden. Für die Drehbuchadaption zeichnete Tom Stoppard verantwortlich.
Der 2015 von Wright gedrehte Fantasyfilm Pan wurde von der Kritik nur sehr verhalten aufgenommen. Das mit geschätzten Produktions- und Marketingkosten von über 250 Millionen US-Dollar sehr kostspielige Projekt spielte weltweit nur 128 Millionen US-Dollar ein, womit es neben Jupiter Ascending und A World Beyond zu größten finanziellen Filmflops des Jahres gehörte.
Danach wandte Wright sich dem Historiendrama Die dunkelste Stunde (2017) zu, das sich mit der Leistung Winston Churchills zu Beginn des Zweiten Weltkriegs auseinandersetzt. Die Hauptrolle übernahm Gary Oldman.

### Privates
Während der Dreharbeiten zu Stolz und Vorurteil begann Wright eine Beziehung mit der Schauspielerin Rosamund Pike, die in dem Film Jane Bennet darstellte. Ende August 2007 gaben die beiden während der Filmfestspiele von Venedig ihre Verlobung bekannt. Die Hochzeit war für Mai 2008 geplant, wurde jedoch abgesagt. Von 2010 bis 2018 war Wright mit der Sitar-Virtuosin Anoushka Shankar verheiratet; sie haben zusammen zwei Söhne.

## Filmografie (Auswahl)
- 1997: Crocodile Snap (Kurzfilm)
- 1998: The End (Kurzfilm)
- 2000: Nature Boy (Fernsehserie)
- 2002: Bodily Harm (Fernsehserie)
- 2003: Charles II: The Power & the Passion (TV-Mini-Serie)
- 2005: Stolz und Vorurteil (Pride & Prejudice)
- 2007: Abbitte (Atonement)
- 2009: Der Solist (The Soloist)
- 2011: Wer ist Hanna? (Hanna)
- 2012: Anna Karenina
- 2015: Pan
- 2017: Die dunkelste Stunde (Darkest Hour)
- 2021: The Woman in the Window
- 2021: Cyrano
- 2023: Die Witwe Clicquot (Widow Clicquot, als Produzent)
- 2024: M. Il figlio del secolo (Miniserie)

## Mehrfach eingesetzte Darsteller
Joe Wright hat mit diversen Schauspielern mehrfach zusammengearbeitet, wobei Keira Knightley und Tom Hollander mit jeweils drei Kollaborationen am meisten berücksichtigt wurden:
- Keira Knightley (Stolz und Vorurteil, Abbitte, Anna Karenina)
- Tom Hollander (Stolz und Vorurteil, Der Solist, Wer ist Hanna?)
- Matthew Macfadyen (Stolz und Vorurteil, Anna Karenina)
- Brenda Blethyn (Stolz und Vorurteil, Abbitte)
- Saoirse Ronan (Abbitte, Wer ist Hanna?)
- Nonso Anozie (Abbitte, Pan)
- Olivia Williams (Wer ist Hanna?, Anna Karenina)
- Gary Oldman (Die dunkelste Stunde, The Woman in the Window)
- Michelle Dockery (Wer ist Hanna?, Anna Karenina)
- Cara Delevingne (Anna Karenina, Pan)
- Ben Mendelsohn (Die dunkelste Stunde, Cyrano)

## Auszeichnungen

### British Academy Film Award
- 1998: nominiert in der Kategorie Bester Kurzfilm für Crocodile Snap
- 2001: nominiert in der Kategorie Beste dramatische Fernsehserie für Nature Boy
- 2005: Beste dramatische Fernsehserie für Charles II: The Power & the Passion
- 2006: Beste Nachwuchsleistung für Stolz und Vorurteil, nominiert in der Kategorie Bester britischer Film für Stolz und Vorurteil
- 2008: nominiert in der Kategorie Beste Regie für Abbitte

### Golden Globe Award
- 2008: nominiert in der Kategorie Beste Regie für Abbitte

### Golden Himbeere
- 2022: nominiert in der Kategorie Schlechteste Regie für The Woman in the Window

### Weitere
Boston Society of Film Critics Awards
- 2005: Bester neuer Filmemacher für Stolz und Vorurteil

London Critics Circle Film Awards
- 2006: Bester Regisseur des Jahres für Stolz und Vorurteil

Online Film Critics Society Awards
- 2006: nominiert in der Kategorie Bester Durchbruch eines Regisseurs für Stolz und Vorurteil